# Göteborg Symfonieorkest
Het Göteborg Symfonieorkest (Göteborgs Symfoniker of Göteborgs Symfoniorkester of kortweg GSO) is een symfonieorkest uit Göteborg, Zweden. Het is samen met het Koninklijk Filharmonisch Orkest van Stockholm het belangrijkste orkest van dat land.
Het orkest is in 1905 mede door componist / dirigent Wilhelm Stenhammar opgericht. In eigen land was het ook dankzij de voortreffelijke akoestiek van het Göteborgs konserthus (1935) al plaatselijk en landelijk beroemd. In de begintijd stond Carl Nielsen vaak als dirigent op de bok, maar ook Jean Sibelius dirigeerde het orkest regelmatig. Vanaf 1967 raakte het orkest buiten de landsgrenzen bekend. De grote doorbraak kwam toen Neeme Järvi de dirigeerstok ter hand nam, met zijn enorme repertoirekennis. Hoewel het orkest eerst nog gekoppeld was aan het Zweedse platenlabel BIS Records verschenen steeds meer opnamen op het vermaarde DGG-label. Uiteraard is het orkest gespecialiseerd in het Scandinavische repertoire (het heeft bijvoorbeeld vrij vroeg alle symfonieën van Nielsen en Sibelius op cd opgenomen), maar het speelt ook ander repertoire uit de Laat-Romantiek.

## Chef-dirigenten
- 1906-1922: Wilhelm Stenhammar
- 1922-1939: Tor Mann
- 1941-1953: Issay Dobrowen
- 1953-1960: Dean Dixon
- 1961-1967: Alberto Erede en Othmar Maga (gastdirigenten)
- 1967-1973: Sergiu Comissiona
- 1974-1976: Sixten Ehrling
- 1976-1979: Charles Dutoit
- 1982-2004: Neeme Järvi (nu Dirigent Emeritus)
- 2004-2007: Mario Venzago
- 2007-2012: Gustavo Dudamel
- 2017-: Santtu-Matias Rouvali